# Амангельды (Ордабасинский район)
Амангельды (каз. Амангелді) — село в Ордабасинском районе Туркестанской области Казахстана. Входит в состав Кажымуканского сельского округа. Код КАТО — 514630200.

## Население
В 1999 году население села составляло 1060 человек (542 мужчины и 518 женщин). По данным переписи 2009 года, в селе проживал 1161 человек (600 мужчин и 561 женщина).